# Tabukiniberu
Tabukiniberu (auch: Taubukinberu) ist ein Ort im südlichen Teil des pazifischen Archipels der Gilbertinseln nahe dem Äquator im Staat Kiribati mit einer Landfläche von 9 Hektar. 2020 wurden 86 Einwohner gezählt.

## Geographie
Tabukiniberu liegt auf einer Landzunge in der Nuka-Lagune im Süden des Atolls Beru. Straßen verbinden den Ort mit Eriko im Süden und Teteirio auf dem gegenüberliegenden Riffsaum im Osten.

## Klima
Das Klima ist tropisch heiß, wird jedoch von ständig wehenden Winden gemäßigt. Ebenso wie die anderen Orte der südlichen Gilbertinseln wird Tabukiniberu gelegentlich von Zyklonen heimgesucht.